# 船营区
船营区是吉林省吉林市下辖的一个市辖区。區政府駐松江中路87号。是市委、市政府、市政协所在地，是吉林市的中心城区。

## 行政区划
船营区下辖1个省级经济开发区、12个街道办事处、3个镇、1个乡、61个社区、59个行政村。
德胜街道、南京街道、大东街道、青岛街道、向阳街道、北极街道、致和街道、长春路街道、临江街道、北山街道、黄旗屯街道、大绥河镇、搜登站镇、越北镇、欢喜乡和新北街道。

## 历史沿革
船营区区是吉林古城所在地，距今已有350年的历史。早在六万年前的旧石器时代，船营区便有人类在这里繁衍生息。清康熙十二年（1673年），清政府宁古塔副都统安珠瑚率八旗军3000人移至现临江门一带安营，筹备建城之事，由此得“船营”之名。城建设好后，设将军衙，成为当时中国东北地区政治、经济、文化中心，船厂从此称“吉林乌拉”。
民国二十五年（1936年）4月1日正式设吉林市时，始用船营区名。民国三十七年（1948年）3月9日吉林市解放，成立船营区人民政府。1999年2月，重新调整区划，将永吉县的搜登站镇、太平乡划归船营区管辖；左家镇划归昌邑区管辖，2001年3月，从沙河子乡划出一部分，成立越北镇，建立船营区经济开发区。船营区形成1个开发区1乡3镇11个街道格局。

## 人口
根据第七次人口普查数据显示：船营区常住人口为46.4893万人，城镇化率为84.18%，常住人口户数为19.1136万户。户籍人口46.5万，其中农业人口7.35万。